# Реформування житлово-комунального господарства
Реформува́ння житло́во-комуна́льного господа́рства — формування нових організаційно-правових форм, зміна економічних відносин, перетворення законодавчої та нормативної бази, технічне переоснащення та модернізація у житлово-комунальному господарстві України з метою підвищення ефективності та надійності його функціонування, забезпечення сталого розвитку для задоволення потреб населення і господарського комплексу в житлово-комунальних послугах відповідно до встановлених нормативів і національних стандартів.

## Загальні засади
Реформування ЖКГ є однією з найактуальніших проблем, оскільки стосується інтересів як населення, так і всього народного господарства України.
Особливість сьогоднішнього етапу реформування полягає в тому, що одночасно відбуваються кілька процесів:
- інституційних, пов'язаних з демонополізацією управління житлом та комунальної інфраструктурою, зміною організаційно-правових форм організації ЖКГ, перерозподілом ринків послуг;
- організаційних, які пов'язані з перерозподілом повноважень щодо ЖКГ між рівнями влади, відходом органів місцевого самоврядування від керівництва господарською діяльністю підприємств, переходом на нові форми договірних відносин (оренда, концесії).

Ключовим моментом у реформуванні галузі повинна бути трансформація тарифної політики. Методологія ціноутворення повинна базуватися на впровадженні на підприємствах водопостачання, водовідведення та теплопостачання ефективного механізму ресурсозбереження.
Кінцеві результати реформ в житлово-комунальному господарстві повинні відбитись у наданні послуг установлених стандартів якості проживання, включенні у повному обсязі ринкового механізму в процес функціонування галузей, переході до нового фінансування галузей за рахунок платежів населення з наданням малоімущим верствам житлових субсидій.
Реформування житлово-комунального господарства є одним з основних завдань Міністерства з питань житлово-комунального господарства України

## Передумови реформування ЖКГ
Житлово-комунальне господарство є найбільш технічно відсталою галуззю економіки з багатьма проблемами, які останнім часом особливо загострилися.
Враховуючи важливість нормального функціонування ЖКГ, його вплив на соціальну сферу України, галузь потребує кардинального реформування, що має передбачати насамперед формування її нової структурної побудови, яка б поєднувала найкращі надбання зарубіжних моделей управління житлово-комунальною сферою. Реформа ЖКГ має бути законодавчо, організаційно та економічно забезпечена на чотирьох рівнях: на рівні державних органів виконавчої влади; місцевих адміністрацій та органів місцевого самоврядування; житлово-комунальних підприємств різних форм власності; споживачів послуг.
Протягом десятиліть у житлово-комунальній сфері панували екстенсивні підходи та адміністративні методи господарювання, які були наслідком жорстко централізованого управління в державі. Матеріальна база галузі, що завжди розвивалася на основі залишкового принципу ресурсозабезпечення, знаходилася в незадовільному стані в усі часи, але найбільш помітно деградує в останні роки, попри те, що на житлово-комунальне господарство витрачається значна частка (20-30 %) видатків місцевих бюджетів.
В Україні немає класу реальних домовласників, органи місцевого самоврядування виступають у ролі підрядних організацій, які обслуговують житло.
Основні проблеми житлово-комунального господарства:
- недосконалість порядку формування тарифів, непрозорість формування цін/тарифів за послуги та поточної діяльності підприємств ЖКГ;
- невідповідність розмірів платежів за користування житлом фактичним витратам на його утримання;
- погана керованість, неконтрольованість, низька якість роботи підприємств житлово-комунальної галузі та послуг, що ними надаються;
- недосконалість діючої системи фінансування робіт, пов'язаних з обслуговуванням і модернізацією житлового фонду;
- утриманське відношення користувачів до житла, що призводить до його швидкого фізичного та морального зносу;
- високий ступінь регіональної диференціації стану забезпеченості та якості надання житлово-комунальних послуг;
- зношеність основних фондів галузі, застарілість технологій і як наслідок значні витрати (води, теплової енергії тощо) та низьку енергоефективність (близько 70 % житлового фонду збудовано до 1970 р., зношеність основних фондів перевищує 60 %, енергоємність послуг у 2,5-3 рази перевищує показники європейських держав; якщо на початку 90-х років у середньому по Україні на 100 км комунальних мереж припадало 30-40 аварій, то останніми роками цей показник сягнув 180 аварій на 100 км водопроводу та 10-20 на 100 км мереж теплопостачання;
- невідповідність наявних інфраструктурних потужностей зростаючим вимогам та потребам;
- високий рівень монополізації сфери надання житлово-комунальних послуг та слабкий розвиток конкуренції у цьому секторі;
- недосконалість нормативно-правового регулювання діяльності галузі, насамперед у сфері диверсифікації постачальників послуг;
- неефективна система управління, злиття замовника і підрядника і водночас розрив між споживачем і замовником послуг;
- незавершеність приватизації житлового фонду у частині асоціювання власників житла у багатоквартирних будинках в об'єднання співвласників (ОСББ).

## Напрямки реформування
1. розвиток державного регулювання діяльності природних монополій на ринку комунальних послуг;
2. формування державної житлової політики;
3. удосконалення системи фінансування житлово-комунального господарства, оплати житла і комунальних послуг та системи соціального захисту населення, здійснення ефективної тарифної політики;
4. демонополізація житлово-комунального господарства, розвиток конкурентного середовища на ринку житлово-комунальних послуг;
5. створення розвинутого конкурентного середовища на ринку обслуговування житла, у тому числі впровадження комплексної реконструкції кварталів (мікрорайонів) застарілого житлового фонду із залученням інвесторів-забудовників на конкурсних засадах;
6. підвищення ефективності використання енергоносіїв та інших ресурсів, радикального зниження енергоємності виробництва, підвищення енергоефективності будинків, створення стимулів та умов для переходу економіки на раціональне використання та економне витрачання енергоресурсів;
7. вдосконалення організаційних структур управління в сфері ЖКГ;
8. технічне переоснащення житлово-комунального господарства, наближення до вимог Європейського Союзу показників використання енергетичних і матеріальних ресурсів на виробництво житлово-комунальних послуг.

## Індикатори реформування житлово-комунального господарства
- Рівень зносу комунальної інфраструктури
- Кількість багатоквартирних будинків, які потребують капітального ремонту (у відсотках до загальної кількості)
- Забезпеченність житлового фонду будинковими приладами обліку газу, води і тепла.
- Частка приватних інвестицій у загальному обсязі інвестицій в модернізацію комунальної інфраструктури
- Частка приватних компаній, які управляють об'єктами комунальної інфраструктури на основі концесійних угод та інших договорів, від загальної кількості всіх організацій комунального комплексу
- Кількість ОСББ на тисячу жителів
- Обсяг простроченої кредиторської заборгованості підприємств житлово-комунального господарства
- Частка сімей, що отримують субсидії на оплату комунальних послуг

## Загальнодержавна програма реформування та розвитку житлово-комунального господарства
З 1 січня 2010 року набрав чинності Закон України "Про внесення змін до Закону України «Про Загальнодержавну програму реформування і розвитку житлово-комунального господарства на 2004–2010 роки», прийнятий 11 червня 2009 року Верховною Радою України, яким затверджено Загальнодержавну програму реформування і розвитку житлово-комунального господарства на 2009–2014 роки.
Ціль Програми полягає у визначенні принципів реалізації державної політики реформування житлово-комунального господарства, здійснення заходів з підвищення ефективності й надійності його функціонування, забезпечення стійкого розвитку для задоволення потреб населення й господарського комплексу в житлово-комунальних послугах відповідно до встановлених нормативів і національних стандартів.
Відповідно до Програми реформування галузі здійснюється шляхом формування відповідно до вимог світових стандартів ринку житла, впровадження недискримінаційних економічних відносин, між суб'єктами ринку й державою з поступовим обмеженням функцій держави як суб'єкта ведення господарства й посиленням його впливу на формування ринкової інфраструктури, що передбачає:
- проведення взаємоузгодженої тарифної, інвестиційної політики й політики в сфері розвитку внутрішнього ринку;
- реалізацію ефективної антимонопольної політики й здійснення інституціональних перетворень на ринку житла й житлово-комунальних послуг, спрямованих на розвиток ринкових відносин і конкуренції;
- стимулювання інноваційної, інвестиційної й енергозберігаючої активності суб'єктів ведення господарства;
- підвищення енергоефективності галузі шляхом зменшення обсягів втрат паливно-енергетичних ресурсів, зниження енергоємності виробництва окремих видів продукції (послуг);
- розробку прозорого механізму формування цін і тарифів на продукцію й послуги підприємств, які здійснюють діяльність у житлово-комунальній сфері.

Основними завданнями Програми є:
1. Розвиток державного регулювання діяльності природних монополій на ринку комунальних послуг.
2. Формування державної житлової політики, створення розвинутої конкурентного середовища на ринку обслуговування житла.
3. Забезпечення беззбиткового функціонування підприємств житлово-комунального господарства.
4. Технічне переоснащення житлово-комунального господарства, скорочення питомих показників використання енергетичних і матеріальних ресурсів на виробництво послуг, у тому числі створення діючого й прозорого механізму стимулювання використання альтернативних джерел енергії й видів палива;
5. Залучення інвестицій і співробітництво з міжнародними фінансовими установами й донорськими організаціями;
6. Залучення громадськості до процесів формування житлової політики й реформування житлово-комунального господарства.

Програма передбачає ряд завдань і заходів, реалізація яких дозволить підвищити ефективність використання енергоносіїв й інших ресурсів, істотно знизити енергоємність виробництва, підвищити енергоефективність будинків, створити стимули й умови для переходу економіки на раціональне використання й ощадливе використання енергоресурсів.

## Державна політика реформування житлово-комунального господарства
Державна політика реформування житлово-комунального господарства базується на таких основних принципах:
1. спільна відповідальність держави та органів місцевого самоврядування за якісне виконання Програми реформування і розвитку житлово-комунального господарства, забезпечення населення житлово-комунальними послугами відповідно до державних соціальних стандартів та ефективність сфери житлово-комунального господарства в цілому;
2. доступність для всіх верств населення житлово-комунальних послуг, що відповідають вимогам державних стандартів;
3. пріоритетне спрямування державної підтримки на забезпечення соціальним житлом визначених законом категорій громадян з одночасним створенням доступної для інших верств населення системи довгострокового кредитування житла;
4. формування та дотримання державних соціальних стандартів (норм і нормативів) у сфері житлового фонду та житлово-комунального обслуговування;
5. створення умов для прозорого та незалежного державного регулювання у сфері житлово-комунальних послуг, захисту прав споживачів і налагодження зворотного зв'язку із суспільством;
6. забезпечення ефективного використання людських, грошових та матеріальних ресурсів у сфері житлово-комунального господарства;
7. відповідальність держави (щодо управління, регулювання, стимулювання і технічної підтримки) та органів місцевого самоврядування (щодо планування розвитку житлового фонду та комунальної інфраструктури, ефективного використання майна територіальних громад) за ефективність функціонування житлово-комунального господарства;
8. перехід до економічно обґрунтованих цін і тарифів за користування житлом та комунальні послуги, запровадження надання адресних субсидій окремим категоріям громадян для компенсації витрат, пов'язаних з оплатою житла та комунальних послуг;
9. створення рівних умов для всіх суб'єктів господарювання і споживачів на ринку житла та житлово-комунальних послуг;
10. забезпечення збалансованого розвитку енерго-, тепло-, водо-, газопостачання та водовідведення під час виконання програм житлового та промислового будівництва;
11. забезпечення населення високоякісною питною водою;
12. технічне переоснащення галузі на основі широкого застосування вітчизняних і зарубіжних науково-технічних досягнень, зокрема в енерго- та ресурсозбереженні, впровадження екологічно чистих технологій;
13. стимулювання будівництва шляхом зняття адміністративних бар'єрів та розвитку конкуренції на ринку будівельних матеріалів;
14. розвиток публічно-приватного партнерства у сфері будівництва та реконструкції житлового фонду і комунальної інфраструктури;
15. гласність, громадський контроль, прозорість та участь громадян у прийнятті рішень з питань реформування та розвитку житлово-комунального господарства, інформування населення органами виконавчої влади та органами місцевого самоврядування відповідно до їх повноважень щодо основних принципів та завдань державної політики у сфері житлово-комунального господарства;
16. створення рівних умов для всіх суб'єктів підприємницької діяльності у сфері житлово-комунального господарства, забезпечення рівних умов для всіх інвесторів.

## Місцеві та галузеві програми модернізації та розвитку житлово-комунального господарства
Ефективна діяльність житлово-комунального господарства потребує розроблення та виконання ефективних галузевих та місцевих програм модернізації та розвитку житлово-комунального господарства. Особливої уваги потребують інвестиційні програми та програми розвитку міжнародного співробітництва, в тому числі з міжнародними фінансовими інституціями.

## Фінансові джерела для проведення реформ
1. Тарифи, які поступово мають бути приведені до економічно обґрунтованого рівня;
2. Фінансові ресурси, отримані від застосування спеціального режиму оподаткування ПДВ вартості житлово-комунальних послуг;
3. Кредитні ресурси міжнародних фінансових установ;
4. Кошти приватних інвесторів, які мають бажання брати участь у проектах публічно-приватного партнерства в ЖКГ;
5. Кошти, які Україна може отримати в рамках Кіотського протоколу, враховуючи надзвичайно високий потенціал житлово-комунального господарства щодо зменшення викидів вуглецю — як на підприємствах галузі, так і у житлових та адміністративних будівлях;
6. Грантові кошти міжнародних організацій та фондів;
7. Кошти державного та місцевих бюджетів.

## Закордонний досвід реформування житлово-комунального господарства
Процес реформування житлово-комунального господарства свого часу пережили всі розвинуті країни світу. Шукаючи виходу зі складної ситуації, уряди цих держав проводили політику, що мала забезпечити державну підтримку підприємств житлово-комунальної сфери і, водночас, сприяла якомога широкому залученню приватного сектора до надання послуг, в результаті чого виникло і розвинулося конкурентне середовище. В результаті підвищилася ефективність надання житлово-комунальних послуг і знизилася їх вартість.
На рубежі 80-90-х рр.. уряди багатьох країн у рамках соціально-економічних програм і програм реформування державного сектора економіки проводили приватизацію об'єктів ЖКГ, керуючись тим, що державні підприємства — це найчастіше національні зобов'язання, ніж національне майно. Вважалося, що для нації набагато краще передати ці підприємства приватному сектору, який приносить дохід на основі конкуренції. Паралельно з процесом приватизації відбувався пошук нових форм надання комунальних послуг за участю представників приватного бізнесу.
При цьому зберігається надання послуг муніципальними службами, в першу чергу, у сфері комунального обслуговування. Муніципалітет виступає при цьому як організатор виробництва послуг. Іншими словами надання послуг здійснюється не самим муніципалітетом, а підприємствами заснованими на муніципальній власності та підзвітними муніципалітету (аналог українських комунальних підприємств). Надання таких послуг здійснюється муніципальними департаментами по «санітації» (збір, вивезення, утилізація харчових відходів і побутового сміття тощо); департаментами парків (озеленення, благоустрій міської території та ін); департаментами по автомагістралях і т. д.
Великий досвід проведення конкурсів з благоустрою територій накопичений місцевою владою великих міст Великої Британії. Акт про місцеве управління (1988 р.) приписує їм проведення конкурсів приватних фірм при підрядах на будівництво будівель, доріг, санітарне очищення, прибирання території, забезпечення школярів харчуванням і ін При організації обслуговування населення у названих сферах місцеві влади можуть вдаватися до послуг власних служб лише у разі їх перемоги на конкурсі з приватними підрядниками.
У країнах з розвиненою ринковою економікою приватний бізнес у 90-х рр. виконував не більше 1/5 послуг в системі ЖКГ. Це пов'язано з наявністю в житлово-комунальній сфері монопольних життєзабезпечуючих систем (газо-, водо-, теплозабезпечення, водовідведення, каналізування та ін), що знаходяться в муніципальній власності, з високими вимогами до якості послуг, жорстким державним регулюванням і контролем за дотриманням стандартів цього якості приватними виробниками.
Потрібно зауважити, що державне регулювання комунальної інфраструктури не лише не скасоване у країнах з розвиненою ринковою економікою, а й зазнало глибокої еволюції під впливом специфічних потреб у тій чи іншій галузі ЖКГ.
Нововведення в житлово-комунальній сфері розвинених країн, які ґрунтуються на раціональному поєднанні централізації і децентралізації, дали позитивні результати. Вони не гальмують, а активізують ринок послуг і покращують умови життя споживачів.